# 奉化琴氏
奉化琴氏（ポンファグムし、봉화금씨）は、朝鮮の氏族の一つ。本貫は慶尚北道奉化郡である。2015年調査では、23,301人である。
朝鮮の琴氏は、中国・殷の政治家・箕子が朝鮮を征服した時に箕子と共に箕子朝鮮を建国した琴應から始まる。琴應の子孫で、高麗時代に三韓壁上功臣・太師を務めた琴容式が奉化琴氏の始祖である。

## 集姓村
- 慶尚北道奉化郡
- 慶尚北道聞慶市
- 慶尚北道英陽郡[2]